# Воеводы гнезненские
Воевода гнезненский — должностное лицо Речи Посполитой. Гнезненское воеводство существовало в 1768—1793 годах.
| № | Период    | Имя                          | Даты рождения и смерти | Комментарии |
| - | --------- | ---------------------------- | ---------------------- | --- |
| 1 | 1768—1775 | Август Казимир Сулковский    | 1729—1786              | позднее воевода калишский (1775—1778) и познанский (1778—1786)                                                                            |
| 2 | 1775—1786 | Антоний Сулковский           | 1735—1796              | позднее воевода калишский (1786—1795) |
| 3 | 1786—1789 | Франтишек Ксаверий Кеншицкий | 1742—1789              | также каштелян гнезненский (с 1781), калишский (с 1782), староста мосинский (с 1771)                                                      |
| 4 | 1790—1790 | Рох Збиевский                | 1710—1790              | также чашник калишский (с 1744), каштелян накельский (с 1754), гнезненский (с 1756), калишский (с 1763) и познанский (с 1782)             |
| 5 | 1790—1793 | Юзеф Радзиминский            | ? — 1820               | В 1793 году в результате Второго раздела Речи Посполитой Гнезненское воеводство было ликвидировано и аннексировано Прусским королевством. |